# Бернетт, Джейми
Дже́йми Бернетт (англ. Jamie Burnett; род. 1975) — шотландский профессиональный игрок в снукер.
Является первым и единственным снукеристом, набравшим в рамках мэйн-тура брейк свыше 147 очков.

## Карьера
Родился 16 сентября 1975 года в городе Гамильтон, Шотландия.
Бернетт присоединился к профессионалам в 1992 году, как раз во время «снукерного бума». Первая и пока последняя победа пришла к шотландцу на Benson & Hedges Championship в 1994 году, хотя турнир не был рейтинговым и в нём не участвовали снукеристы из Топ-16. Лучшим достижением Бернетта на рейтинговых соревнованиях остаётся финал Шанхай Мастерс 2010, где он уступил Али Картеру со счётом 7:10.

### Рекорд Бернетта
Джейми Бернетт известен тем, что в 2004 году на чемпионате Великобритании он сделал наивысший за всё время существования мэйн-тура брейк — 148 очков. Событие произошло в квалификационном матче против Лео Фернандеса. В той позиции Бернетт получил свободный шар и заказал коричневый в качестве дополнительного красного. Затем он снова сыграл коричневый и все 15 красных с 12 чёрными, одним синим и двумя розовыми шарами. После того, как матч закончился, шотландец сказал: «Я реально не знал, как реагировать на это. Сначала мне казалось, что это не такое уж и большое достижение, однако, потом понял, что я вошёл в историю».